# Малаевка (Ульяновская область)
Малаевка — село в Чердаклинском районе Ульяновской области России. Входит в состав Озёрского сельского поселения.

## География
Село находится в западной части Левобережья, в лесостепной зоне, в пределах Низкого Заволжья, на левом берегу реки Урени, при автодороге Р241, на расстоянии примерно 9 километров (по прямой) к востоку-юго-востоку (ESE) от посёлка городского типа Чердаклы, административного центра района. Абсолютная высота — 80 метров над уровнем моря.
Климат
Климат характеризуется как умеренно континентальный, с тёплым летом и умеренно холодной зимой. Средняя температура воздуха самого тёплого месяца (июля) — 20 °C (абсолютный максимум — 39 °C); самого холодного (января) — −13,8 °C (абсолютный минимум — −47 °C). Продолжительность безморозного периода составляет в среднем 131 день. Среднегодовое количество атмосферных осадков составляет 406 мм. Снежный покров образуется в конце ноября и держится в течение 145 дней.
Часовой пояс
Село Малаевка, как и вся Ульяновская область, находится в часовой зоне МСК+1. Смещение применяемого времени относительно UTC составляет +4:00.

## История
На 1859 год рядом друг от друга находились две деревни Богдановка (Малаевка) и Семёновские Уренбаши (Малаевка), в дальнейшем станет д. Семёновка.
На 1900 год сельцо Малаевка входило в состав Озёрской волости Ставропольского уезда Самарской губернии, в котором, в 111 дворах жило: 196 муж. и 177 жен., имелась часовня и 4 ветряных мельниц. 
В 1918 года был создан сельский Совет, куда вошла и деревня Семёновка.
В 1930 году была образована сельскохозяйственная артель (колхоз) им. Калинина.
В 1950 г. — колхоз им. Фрунзе (д. Семёновка) вошёл в состав колхоза им. Калинина (с. Малаевка)
В 1957 г. — колхоз им. Калинина переименован в колхоз им. Ульянова, с центром в селе Малаевка.

## Население
| 1859 | 1889 | 1910 | 2010 |
| ---- | ---- | ---- | ---- |
| 174  | ↗411 | ↘408 | ↘369 |

Национальный состав
Согласно результатам переписи 2002 года, в национальной структуре населения татары составляли 45 % из 430 чел., русские — 28 %.